# Stanisław Mokronowski
Stanisław Mokronowski herbu Bogoria (ur. 10 stycznia 1761 roku w Bogucinie, zm. 19 października 1821 roku w Warszawie) – szambelan Stanisława Augusta Poniatowskiego, poseł na Sejm Czteroletni, generał lejtnant wojsk koronnych, uczestnik wojny polsko-rosyjskiej 1792 i insurekcji kościuszkowskiej 1794, bratanek Andrzeja Mokronowskiego.

## Życiorys
Uczył się u jezuitów, potem w Korpusie Kadetów i w École Militaire w Paryżu. Służbę wojskową rozpoczął w Polsce, 23 maja 1780 jako chorąży w Gwardii Konnej Koronnej, lecz po niespełna dwóch latach, podał się do dymisji z rangą porucznika i wstąpił do wojska francuskiego, jako kapitan w pułku Royal Allemand.
Po powrocie do Polski w 1788 został wicebrygadierem kawalerii narodowej (21 października 1789) i wybrany został posłem na sejm z ziemi wyszogrodzkiej, z ramienia stronnictwa królewskiego. W 1792 w stopniu wicebrygadiera walczył i odznaczył się w bitwie pod Zieleńcami, awansowany na generała lejtnanta. Pozostał w służbie targowickiej.
W insurekcji 1794 był komendantem miasta Warszawy i Siły Zbrojnej Księstwa Mazowieckiego. Był też początkowo członkiem Rady Zastępczej Tymczasowej, ale jako krytyk Tadeusza Kościuszki został usunięty z władz politycznych i ograniczony do działalności militarnej. Pozostawał w stałym kontakcie z królem. Na tym polu, jako dowódca dywizji osłonowej od strony Prus na linii Narwi, odegrał znaczną rolę w rejonie Warszawy (obrona stolicy pod Błoniem) i na Litwie, skąd przeprowadził wycofującą się armię do Warszawy. Od sierpnia naczelny dowódca wojsk litewskich w stopniu generała lejtnanta, poniósł klęskę pod Kobyłką i otworzył drogę A. Suworowowi na Warszawę. Wraz z księciem Józefem, Michałem Wielhorskim i Eustachym Sanguszką tworzyli trzon „dworskiej” frakcji powstańców.
Po upadku powstania wyjechał do Włoch, do kraju powrócił na krótko przed śmiercią (był jeszcze zaangażowany w akcję budowy pomnika ks. Józefa Poniatowskiego w Warszawie), osiadł w Warszawie, gdzie zmarł. Pochowany w kościele Kapucynów.
Czwarty po Poniatowskim, Kościuszce i Wielhorskim na oryginalnej liście nagrodzonych Orderem Virtuti Militari w 1792.
W 1815 odznaczony Orderem Orła Białego, kawaler Orderu Świętego Stanisława od 1791.
Z małżeństwa z Marią Sanguszkówną, córką Hieronima Janusza, miał córkę Antoninę, żonę Hermana Potockiego.